# Alsósebes
(1912-ig ez volt a neve Oltalsósebesnek és Sajósebesnek is!)
Alsósebes (szlovákul Nižná Šebastová) Eperjes városrésze Szlovákiában, az Eperjesi kerület Eperjesi járásában.

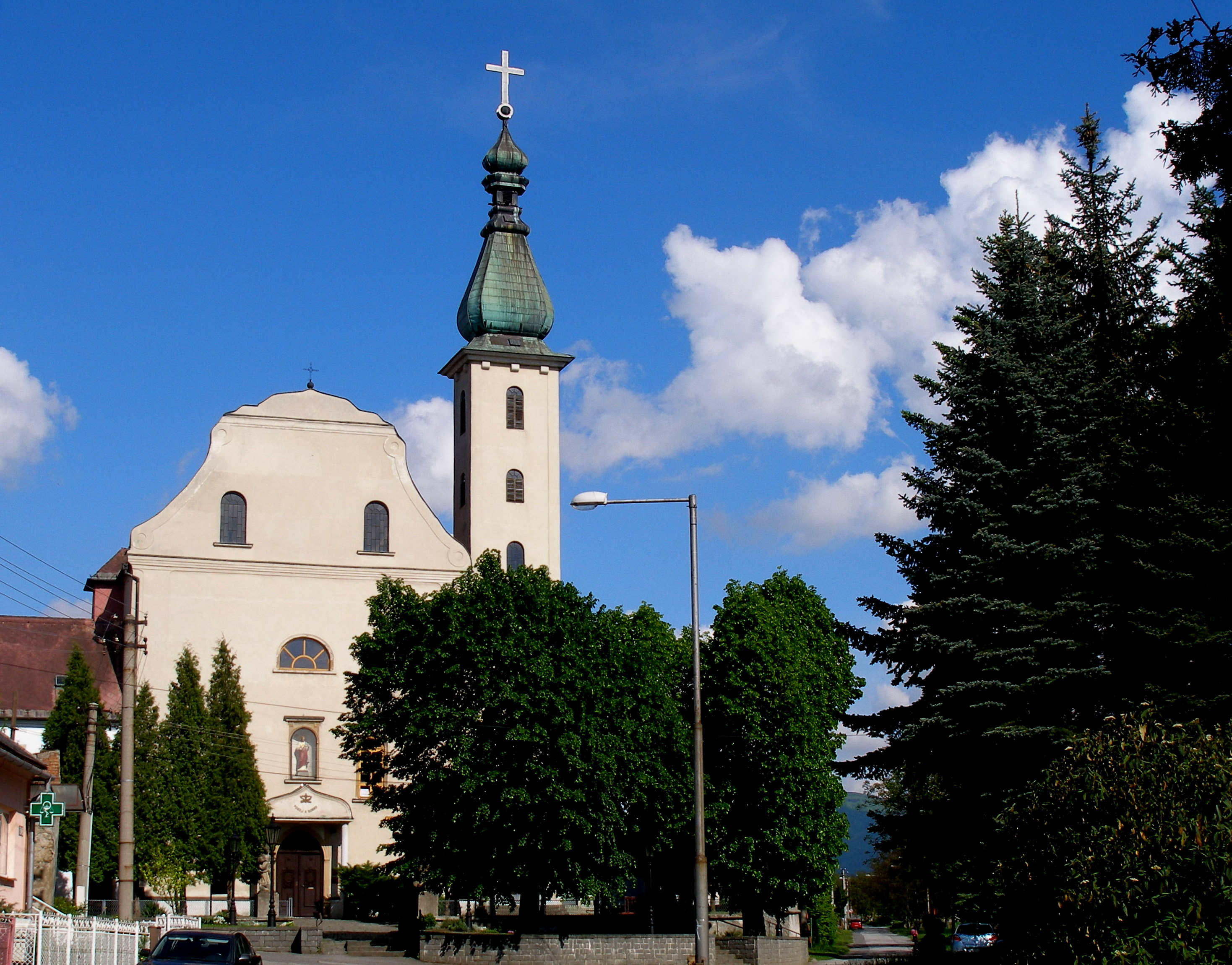
A Jézus és Mária Legszentebb Neve templom

## Fekvése
Eperjes központjától 3 km-re északkeletre fekszik.

## Története
1621-ben említenek itt egy nemesi udvarházat, valószínűleg a mai Haller-kastély elődjét.
A 18. század végén Vályi András így ír róla: „Alsó, Felső Sebes. egygyik Mezőváros, másik tót falu Sáros Várm. földes Ura Gr. Haller Uraság; Szentiványi Uraságnak kastéllya van itten; ’s a’ Sz. Ferentz’ Szerzetebéli Atyáknak Klastromjok; lakosaik katolikusok, fekszenek egymáshoz nem mezsze, Eperjeshez fél mértföldnyire; Ispotállya is van; határbéli földgyeik középszerűek, fájok, legelőjök elég van; piatzok közel.”
Fényes Elek 1851-ben kiadott geográfiai szótárában így ír a településről: „Alsó-Sebes, tót m. v. Sáros vmegyében, Eperjeshez keletre egy kis mfdnyire: 941 kath., 10 evang., 10 zsidó lak. Van itt egy franciskanus kolostor, egy más kath. szentegyház, régi kastély és kert, sok korcsma és urasági épület, pipagyár, nagy erdő. F. u. gr. Haller nemzetség.”
A trianoni diktátumig Sáros vármegye Eperjesi járásához tartozott. 1925-ben a ferences kolostor körüli ügy kapcsán a csendőrség a tömegbe lőtt, aminek egy halálos áldozata volt.

## Népessége
1880-ban 837 lakosából 18 magyar, 53 német és 746 szlovák anyanyelvű volt.
1890-ben 840 lakosából 23 magyar, 46 német és 748 szlovák anyanyelvű volt.
1900-ban 851 lakosából 57 magyar, 25 német és 761 szlovák anyanyelvű volt.
1910-ben 866 lakosából 74 magyar, 20 német, 1 ruszin, 745 szlovák és 26 egyéb anyanyelvű volt.
1921-ben 768 lakosából 16 magyar, 24 zsidó, 716 csehszlovák és 11 állampolgárság nélküli volt.
1930-ban 1003 lakosából 7 zsidó, 4 magyar, 3 német, 940 csehszlovák és 49 állampolgárság nélküli volt.
1970-ben 2088 lakosából 1 magyar és 2043 szlovák volt.

## Nevezetességei
- A Haller-kastély, továbbá ezen kívül még egy klasszicista kastély is van a faluban.
- Ferences temploma és rendháza a 17. század közepén épült.
- A határában levő sós forrásokra fürdő épült.

## Lásd még
- Eperjes
- Németsóvár
- Sebeskellemes
- Sebessalgó
- Sóbánya
- Tótsóvár